# UTC−11:20
UTC-11:20 — часова зона, яка використовувалася у тихоокеанській країні Ніуе, що перебуває під юрисдикцією Нової Зеландії, у 1901 — 1950 роках. Літній час тут не використовувався.
Літерні позначення: NUT, Y†

## Використання
Зараз не використовується

## Історія використання

### Як стандартний час
- Нова Зеландія — част.:
  -  Ніуе — 1 січня 1901 — 31 грудня 1949